# 디디에 디나르
디디에 도미니크 디나르(프랑스어: Didier Dominique Dinart, 1977년 1월 18일~)는 프랑스의 핸드볼 선수, 감독으로 현역 시절 포지션은 피벗이다. 프랑스와 스페인 리그에서 활동했으며, 2016년부터 2020년까지 프랑스 대표팀의 감독을 맡았다.